# Arcoscalpellum compositum
Arcoscalpellum compositum is een rankpootkreeftensoort uit de familie van de Scalpellidae. De wetenschappelijke naam van de soort is voor het eerst geldig gepubliceerd in 1975 door Zevina.